# المزرعه (حمص)
المزرعه (به عربی: المزرعة) یک منطقهٔ مسکونی در سوریه است که در منطقه حمص واقع شده‌است. المزرعه ۲٬۵۱۹ نفر جمعیت دارد.